# IC 4296
IC 4296 је елиптична галаксија у сазвјежђу Кентаур која се налази на листи објеката дубоког неба у Индекс каталогу.
Деклинација објекта је - 33° 57' 57" а ректасцензија 13h 36m 38,8s. Привидна величина (магнитуда) објекта IC 4296 износи 10,6 а фотографска магнитуда 11,6. Налази се на удаљености од 50,968 милиона парсека од Сунца. IC 4296 је још познат и под ознакама ESO 383-39, MCG -6-30-16, AM 1333-334, PGC 48040.